# 羅吉夫卡 (諾夫哥羅德-謝韋爾斯基區)
52°9′32″N 33°18′30″E / 52.15889°N 33.30833°E
羅吉夫卡（烏克蘭語：Рогівка），是烏克蘭的村落，位於該國北部切爾尼戈夫州，由諾夫哥羅德-謝韋爾斯基區負責管轄，面積1.08平方公里，海拔高度140米，2001年人口364，人口密度每平方公里337人。